# 箱田六輔
箱田 六輔（はこだ ろくすけ、1850年（嘉永3年5月） - 1888年（明治21年）1月19日）は、日本の自由民権運動家。

## 経歴

### 幼少期から萩の乱
福岡藩士青木善平の第二子として筑前国福岡に生まれる。幼名は円三郎、諱は義門、六輔は通称。後に箱田仙蔵を継ぎ箱田姓となる。1868年（明治元年）戊辰戦争で奥羽に転戦し功をなし、その後同志と共に藩兵隊就義隊を組織するが、1870年（明治3年）隊士間での対立が起こり決闘寸前に藩に探知され姫島に流される。流刑から解放後、儒学者高場乱（おさむ）の興志塾（通称「人参畑塾」）に学び、ここで終生の同志となる頭山満、進藤喜平太、奈良原至らと出会う。1874年（明治7年）2月佐賀の乱において福岡臨時鎮撫隊の青柳禾郎の隊に属して半隊長となる。1875年（明治8年）高知の立志社に倣って武部小四郎が矯志社を組織すると頭山満等と共に参加する。1876年（明治9年）12月萩の乱に連携して反政府活動を企てたことにより頭山満、進藤喜平太等と山口の獄に投ぜられる。

### 自由民権運動
出獄後は自由民権運動に参加、1878年（明治11年）12月頭山満、平岡浩太郎、進藤喜平太らと共に向陽社を組織し、翌年1月に社内の公選により社長に就任。その傍らで、教育機関として向陽義塾を設立、筑前民権運動の指導者となる。1879年（明治12年）12月筑前共愛公衆会代表として上京し、国会開設、条約改正の建白を元老院に呈出する。また、1879年（明治12年）5月の朝野新聞によれば「福岡の向陽社は、近来ますます盛んにして、殆ど土佐立志社の上に出でんとするの勢いあり、社長は箱田六輔という人にて相応に人望あり」と書かれている。1880年（明治13年）に発行された明治民権家合鏡には、箱田六輔の名が記されており、大関 板垣退助に次ぐ、関脇の地位が与えられている。1881年（明治14年）向陽社を玄洋社と改名、1882年（明治15年）11月には第4代社長に就任する。一方、愛国社、国会期成同盟など民権運動の全国組織でも指導的役割を演じ、筑前民権運動が土佐立志社に匹敵するまでに高揚する原動力となった。玄洋社の中で最も徹底した民権論者であったとされる。性格は豪放で人望あつく将来を期待されたが、国会開設の前年の1888年（明治21年）1月19日割腹自殺を遂げる。背景には玄洋社の「民権から国権への転向」による民権論をめぐる争いがあったとされるが、死に至る真相は今もって論議を呼ぶ。

## 関連文献
- 井川聡、小林寛著『人ありて 頭山満と玄洋社』海鳥社、2006年
- 玄洋社社史編纂会編『玄洋社社史』608ページ、葦書房、平成4年（復刻）、ISBN 4-7512-0453-X
- 読売新聞西部本社編『頭山満と玄洋社』40ページ、海鳥社、2002年、ISBN 4-87415-365-8
- 浦辺登著『東京の片隅からみた近代日本』147ページ、弦書房、2012年、ISBN 978-4-86329-072-3
- 浦辺登著『玄洋社とは何者か』弦書房、2020年、ISBN978-4-86329-154-6